# Mårten Andersson (tv-producent)
John Carl Mårten Andersson, född 10 augusti 1934 i Värnamo i Jönköpings län, död 20 maj 2021 i Stockholm, var en svensk journalist och tv-producent verksam vid Sveriges Television. 
Som ung arbetade Andersson på Aftonbladet och Bohuslänningen. År 1964 fick han anställning på Sveriges Radio där han var chef för OBS! Kulturkvarten och därefter för Samhällsavdelningen med program som Tidsspegeln och Familjespegeln. När TV 2 tillkom 1969 blev han producent och programmakare på kanalens faktaredaktion. Under 1980-talet var han chef för Invandrarredaktionen på SVT där Mosaik var redaktionen mest profilerade program. Han fortsatte att arbeta med Mosaik på 1990-talet då han även blev biträdande chef för Aktualitetsavdelningen. 
Andersson bistod Katarina Taikon när hon skrev sin självbiografiska bok Zigenerska 1963 och medverkade i Gellert Tamas och Lawen Mohtadi dokumentärfilm Taikon från 2015. Efter pensionering fick han i uppdrag av Utrikesdepartementet att sammanställa boken Jalla! Nu klär vi granen: möte med den muslimska kultursfären (2002). Under flera år var han jurymedlem för det europeiska tv- och radiopriset Prix Europa.
Andersson var son till folkskolläraren och rektorn John E. Andersson och hans hustru Brita, född Haij, samt bror till textilkonstnären Elin Westman. Han var gift 1963–1966 med konstnären Christina Rundqvist Andersson och från 1972 med Gunilla Nilsson (1940–2023).